# Comisión de indemnizaciones a ex-presos sociales
La Comisión de indemnizaciones a ex presos sociales es un órgano colegiado administrativo español, creado por la Ley de Presupuestos Generales del Estado de 2009 por vez primera, para atender las reclamaciones de indemnización efectuadas por ex presos sociales de la dictadura franquista, dentro del contexto de la legislación sobre Memoria Histórica.
Se encuentra adscrito al Ministerio de Economía y Hacienda, regulado por la Ley de Presupuestos de 2009 y en los artículos 17 y ss. del Real Decreto 710/2009, de 17 de abril. Depende de forma inmediata, dentro del Ministerio, de la Dirección General de Costes de Personal y Pensiones Públicas.
Está compuesta por:
- a) Presidente: el titular de la Dirección General de Costes de Personal y Pensiones Públicas del Ministerio de Economía y Hacienda.
- b) Vocales: un representante por cada uno de los Ministerios de Justicia, Interior y Economía y Hacienda, con nivel de Subdirector general o asimilado, y sus suplentes.
- c) Secretario: un funcionario de la Dirección General de Costes de Personal y Pensiones Públicas, que actuará con voz pero sin voto.